# La Chavatte
La Chavatte is een gemeente in het Franse departement Somme (regio Hauts-de-France) en telt 57 inwoners (2009). De plaats maakt deel uit van het arrondissement Montdidier.

## Geografie
De oppervlakte van La Chavatte bedraagt 1,9 km², de bevolkingsdichtheid is dus 30 inwoners per km².
De onderstaande kaart toont de ligging van La Chavatte met de belangrijkste infrastructuur en aangrenzende gemeenten.

## Demografie
Onderstaande figuur toont het verloop van het inwonertal (bron: INSEE-tellingen).